# تفيده إكسلورمونت
تفيده إكسلورمونتهي بلدة بهولندا بمقاطعة درينته. وهي جزء من بلدية بورخر- أودورن، وتقع على بعد 15 كم من شمال بلدية إيمين.